# Стоп-Земля
«Стоп-Земля», рабочее название «Пол — это лава» (укр. «Підлога — це лава») — украинский игровой фильм 2021 года режиссёра Екатерины Горностай.
Международный фестивальный релиз фильма состоялся 1 марта 2021 года на 71-м Берлинском международном кинофестивале, где лента получила награду «Хрустальный медведь» юношеского жюри конкурсной программы Generation 14plus. Украинский фестивальный релиз фильма состоялся 19 августа 2021 года на 12-м Одесском международном кинофестивале, где лента получила главную награду фестиваля — «Гран-при».
Фильм стал лауреатом премии «Кинокруг» 2021 года в 5 номинациях.

## Название фильма
Изначальное название фильма «Пол — это лава» является дословным переводом английской игры Floor Is Lava, но режиссёру фильма показалось, что данное название не содержит всей многогранности названия на украинском языке. Поэтому творческая группа решила пойти по более тяжёлому пути и взять название из первого драфта сценария — «Стоп-Земля», смысл которого не всегда ясен иностранному зрителю. Историю о взрослении режиссёр заворачивает в метафору игры, в которую играют главные герои на детской площадке. По правилам игры, по которой фильм и получил название, ведущий должен завязать глаза и наощупь пытаться поймать других игроков; если он слышит движение, то может сказать «Стоп, Земля!», и остальные игроки должны замереть на несколько секунд.

## Сюжет
Главные герои фильма — Маша, Сеня и Яна учатся в обычной киевской школе в 11-А классе и готовятся к выпускным экзаменам. Каждый из персонажей живёт обычной жизнью: просыпается, завтракает, идёт в школу, слушает уроки, курит и общается на переменах, гуляет после школы, обсуждает внутришкольные симпатии и антипатии, ждёт выпуска, последнюю школьную дискотеку, немного боится поступления и предвкушает предстоящую «взрослую жизнь». Подростки также пытаются найти общий язык с родителями. Так в одной из сцен тревожная мама Саши интересуется, не гей ли он, и говорит, что если гей, то может ей открыться и довериться; а родители Маши нормально смотрят на то, что в её комнате на ночёвку остаются подружка и друг, и все спят на одной тесной кровати, ещё и выращивают на кухне в горшке медицинскую марихуану.
16-летней интровертной Маше нравится её одноклассник Саша, но она долго не решается сказать ему о своих чувствах. Маша понимает, что если не решится — никогда не будет знать, взаимна ли её любовь к парню. Маша увлекается перепиской с анонимом и гадает, кто же скрывается за ником и посланиями. Она надеется, что именно Саша шлёт ей сообщения.
В конце фильма происходит школьная дискотека.

## Смета

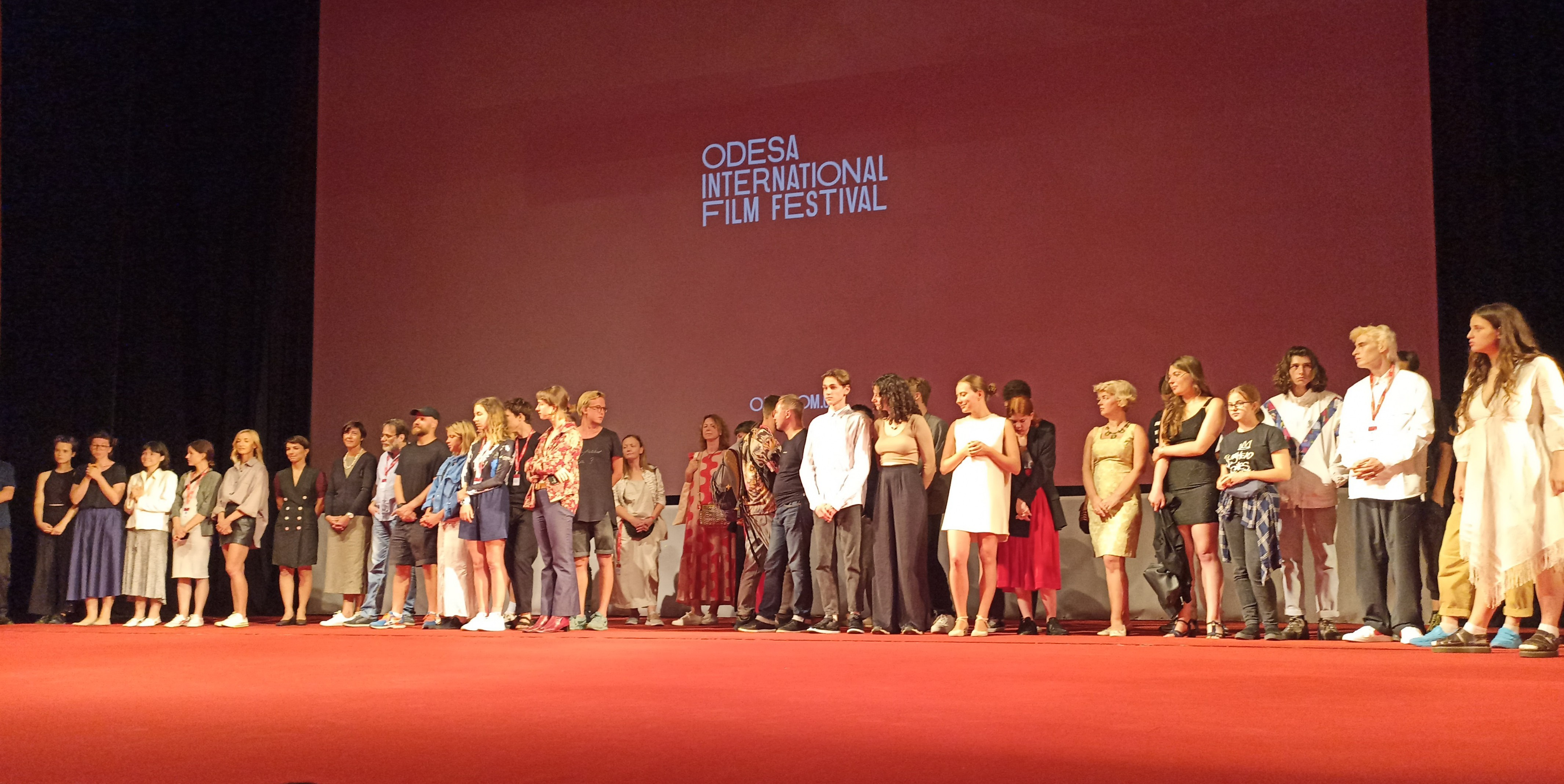
Творческая группа фильма после показа в Национальной конкурсной программе 12-го Одесского МКФ, 19 августа 2021 года.

В июле 2017 года проект ленты «The Floor is Lava» стал лучшим в питчинге индустриальной секции Одесского международного кинофестиваля и получил приз в размере 60 тысяч грн. В ноябре 2017 года проект ленты получил награды Best Pitch и Producer’s Network Award копродукционного рынка Connecting Cottbus в Германии и получил денежный приз в размере 1,5 тысячи евро.
В июне 2018 года проект фильма подавали на «патриотический» питчинг Министерства культуры Украины, он был одним из 202 проектов-претендентов; однако фильм не смог пройти даже во второй этап отбора, в который вошли 99 проектов. Во время «патриотического» питчинга создатели просили у государства 18,9 млн грн из общей заявленной на этом питчинге сметы в 25,6 млн грн.
В начале августа 2019 года проект фильма «Стоп-Земля» стал одним из победителей художественного конкурса Украинского культурного фонда (УКФ) и получил 1,3 млн грн господдержки (приблизительно 4 % от изначально заявленной общей сметы в 29,8 млн грн) на предпроизводство (препродакшн) ленты.
Впоследствии в конце августа 2019 года проект фильма набрал 40,67 баллов в категории «Игровые полнометражные фильмы художественной и культурной значимости (авторские) совместного производства» и стал одним из 101 проектов-победителей 11-го конкурсного отбора Госкино Украины; создатели тогда просили 22,3 млн грн, или приблизительно 75 % от изначально заявленной общей сметы в 29,8 млн грн. По решению Совета по государственной поддержке кинематографии, который окончательно утверждает финансирование проектов по решениям питчингов, проект фильма в конечном варианте получил 20,5 млн грн господдержки (приблизительно 69 % от изначально заявленной общей сметы в 29,8 млн грн) на производство (продакшн) ленты. Впоследствии Совет по государственной поддержке кинематографии пересмотрел своё предыдущее решение и в октябре 2019 года уменьшил количество проектов-победителей со 101 до 46, однако среди них всё же остался проект фильма «Стоп-Земля».
Впоследствии в мае 2020 года Украинский институт (УИ) предоставил создателям ленты до 150 тысяч грн на международное продвижение ленты.
Окончательная смета ленты немного уменьшилась от изначально заявленной создателями суммы в 29,8 млн грн и составляла 25,7 млн грн.

## Производство

### Сценарий и съёмка
Работа над автобиографической драмой «Стоп-Земля» началась осенью 2016 года, ведь именно тогда Екатерина Горностай завершила первый вариант сценария. Кроме того, позже доделывать сценарий помогал директор продакшн-компании Advance Films Дэвид Поп, ставший специальным «сценарным» наставником проекта благодаря тому, что лента получила награду Лондонской киноакадемии во время лаборатории вроцлавского Международного фестиваля New Horizons в июле 2018 года.
Изначально в 2018 году на разных питчингах, например на «патриотическом» питчинге Минкульта и на питчинге Riga IFF, фильм представляли как копродукцию Украины и Польши, и в производстве должны были быть привлечены следующие кинокомпании: от Украины — Magika Film и ESSE Production House, а от Польши — Takfilm. Впоследствии в 2019 году, когда создатели подавались на 11-й питчинг Госкино, уже планировалось, что лента будет копродукцией Украины, Германии и Литвы. Однако в конце концов фильм «Стоп-Земля» был создан только в Украине одной лишь ESSE Production House, и в титрах никакой другой компании-производителя нет.
Подготовка к съёмке фильма началась в сентябре 2019 года, а сама съёмка проходила зимой 2019—2020 годов в Киеве и Киевской области.
Фасадом школы в фильме выступил лицей № 157 на Оболони, но некоторые классы и коридоры снимались в других школах. Поэтому перед творческой группой стояла задача, чтобы в фильме все эти локации выглядели как одна школа.

### Кастинг и актёрская лаборатория
В фильме снялись непрофессиональные актёры — обычные украинские школьники. В конце августа 2019 года был объявлен кастинг для подростков 14—18 лет, проживающих в Киеве и Киевской области. 25 отобранных подростков бесплатно учились осенью 2019-го в актёрской лаборатории с тренерами по актёрскому мастерству, сценическому языку и драматургии.

### Язык
Как впоследствии отметила режиссёр фильма Екатерина Горностай, одной из задач актёрской лаборатории было научить школьников-актёров лучше говорить по-украински. Так, Горностай отметила, что во время занятий: «Обязательное условие — языковой режим. Даже на переменах. … Мне было важно, чтобы привыкли говорить свободно на украинском». Во время лаборатории режиссёр также просила их читать по-украински. В результате несколько русскоязычных в жизни учеников смогли удачно импровизировать по-украински на съёмочной площадке.
«Над музыкальным сопровождением мы работали в два этапа. После окончания монтажа мы с Марьяной Клочко выбрали сцены, требующие её музыкальной поддержки. Таким образом, возникла электронная минималистичная половина саундтрека, написанная Марьяной специально для фильма. Вторую половину составили уже готовые песни, которые я преимущественно выискивала на «Soundcloud». Для меня важен был язык исполнения – украинский или английский. Треки выбирала опираясь на свой вкус. Однако некоторые треки уже были предопределены, например, «Triceratops machete 2» от «VNATURE» – это песня под которую танцует Сеня в сцене перед дискотекой».
В то же время в ленте звучит живой язык с вкраплениями русизмов и обсценной лексики. По мнению Горностай, её лента — это «очень разговорное кино», в котором много юмора и иронии, которые поймут только носители языка.

### Музыка
В фильме звучит украинская музыка, в частности песня «Той день коли» группы «Вхід у змінному взутті». На дискотеке в фильме звучат песни — «МС Брехунец» и «Kurs Valut» (проекты одного человека — музыканта из Днепра Евгения Гордеева). Также в фильме использованы композиции Светланы Няньо, Анатолия Белова и Григория Бабанского («Людська Подоба»), Саши Васильковского и актёра Сени Маркова («VNATURE»), Андрея Гандзюка («Wootabi»), Александры Морозовой и других.
Кульминационную песню, под которую проходит танец, написала композитор Марьяна Клочко, также она написала большую часть музыки специально к фильму.

## Творческая группа
Творческая группа фильма согласно сайта «Кіноріум»:

| - Автор сценария — Екатерина Горностай - Режиссёр-постановщик — Екатерина Горностай - Оператор-постановщик — Александр Рощин - Художник-постановщик — Максим Нименко - Композитор — Марьяна Клочко - Режиссёры монтажа — Никон Романченко и Екатерина Горностай | - Продюсеры — Виталий Шереметьев, Ольга Бесхмельницина, Наталия Либет, Виктория Хоменко - Звукорежиссёры — Михаил Закутский, Олег Головёшкин - Художник по костюмам — Елена Гресь - Гримёр — Мария Пилунская - Продакшн-менеджер — Андрей Наумчук |

## В главных ролях
В главных ролях:
| Актёр            | Роль |
| ---------------- | ---- |
| Мария Федорченко | Маша |
| Арсений Марков   | Сеня |
| Яна Исаенко      | Яна  |
| Александр Иванов | Саша |

## Релиз
В феврале 2021 года международные дистрибуционные права на фильм «Стоп-Земля» приобрела немецкая компания Pluto Film. В марте 2021 года американские дистрибуционные права на фильм приобрела американская компания Altered Innocence. До этого украинские дистрибуционные права на фильм уже приобрела украинская компания «Артхаус Трафик».
Международный фестивальный релиз состоялся во время конкурсной программы Generation 14plus 71-го Берлинского кинофестиваля («Берлинале») 1 марта 2021 в режиме «онлайн digital» доступа; физически фильм демонстрировали на «Берлинале» 9 июня 2021 года. Украинский фестивальный релиз фильма состоялся 19 августа 2021 года на 12-м Одесском международном кинофестивале, где фильм получил главную награду фестиваля «Гран-при» среди шести претендентов на эту награду.
Фильм вышел в ограниченный кинопрокат на Украине 4 ноября 2021 года; прокатчик — «Артхаус Трафик». Накануне проката создатели фильма подписали соглашение, согласно которому «Новый канал» стал партнёром фильма «Стоп-Земля».

### Кассовые сборы
Фильм собрал в мировом прокате 143 434 доллара.

## Отзывы кинокритиков
После премьеры фильма на «Берлинале» в марте 2021 года и на Одесском международном кинофестивале в августе 2021 года фильм «Стоп-Земля» получил преимущественно положительные отзывы от украинских кинокритиков. Так, кинокритик Сергей Ксаверов из издания «Левый берег» после премьеры фильма на «Берлинале» положительно оценил фильм и отметил, что «„Стоп-Земля“ — это очень яркая демонстрация, как режиссёру удалось лучше всего реализовать свои намерения именно в полнометражном фильме». Он также считает ленту «нашим [украинским] первым настоящим школьным кино».
Однако некоторые кинокритики отметили, что одним из недостатков фильма может стать украинский язык, засоренный русизмами; в частности кинокритик Александр Гусев отметил, что к украинскому языку актёров фильма есть определённые нарекания и их язык «станет испытанием для людей с повышенной лингвистической чувствительностью, настолько их язык засорен […] словами-паразитами, столь бедным, сведённым к какому-то служебному минимуму и при этом насыщенным невзрачным молодёжным жаргоном кажется его словарь».
После выхода фильма в кинотеатрах Украины большинство отзывов в соцсетях были положительными.

## Награды
| Награды и номинации фильма «Стоп-Земля» | Награды и номинации фильма «Стоп-Земля»   | Награды и номинации фильма «Стоп-Земля»                           | Награды и номинации фильма «Стоп-Земля» | Награды и номинации фильма «Стоп-Земля» | Награды и номинации фильма «Стоп-Земля» |
| Дата показа                             | Кинопремия / Кинофестиваль                | Категория / Награда                                               | Номинант(ы)                             | Результат                               | Источники                               |
| --------------------------------------- | ----------------------------------------- | ----------------------------------------------------------------- | --------------------------------------- | --------------------------------------- | --------------------------------------- |
| 1 марта 2021                            | 71-й Берлинский кинофестиваль             | «Гран-при» международного жюри программы Generation 14plus        | «Стоп-Земля»                            | Номинация                               | [ 4 ] [ 73 ] [ 74 ]                     |
| 1 марта 2021                            | 71-й Берлинский кинофестиваль             | «Хрустальный медведь» юношеского жюри программы Generation 14plus | «Стоп-Земля»                            | Победа                                  | [ 4 ] [ 73 ] [ 74 ]                     |
| 19 августа 2021                         | 12-й Одесский международный кинофестиваль | «Гран-при» — лучший украинский полнометражный фильм               | «Стоп-Земля»                            | Победа                                  | [ 6 ]                                   |
| 19 августа 2021                         | 12-й Одесский международный кинофестиваль | «Золотой Дюк» — лучший фильм основной программы                   | «Стоп-Земля»                            | Победа                                  | [ 6 ]                                   |
| 19 августа 2021                         | 12-й Одесский международный кинофестиваль | Лучшая актёрская работа                                           | «Стоп-Земля»                            | Победа                                  | [ 6 ]                                   |
| 27 августа 2021                         | 15-й Пятиозёрный кинофестиваль            | Главный приз основной программы                                   | «Стоп-Земля»                            | Победа                                  | [ 75 ] [ 76 ] [ 77 ] [ 78 ] [ 79 ]      |
| 21 октября 2021                         | 4-я церемония вручения премии «Кинокруг»  | Лучший полнометражный игровой фильм                               | «Стоп-Земля»                            | Победа                                  | [ 7 ]                                   |
| 21 октября 2021                         | 4-я церемония вручения премии «Кинокруг»  | Открытие года                                                     | «Стоп-Земля»                            | Победа                                  | [ 7 ]                                   |
| 21 октября 2021                         | 4-я церемония вручения премии «Кинокруг»  | Лучший режиссёр                                                   | Екатерина Горностай                     | Победа                                  | [ 7 ]                                   |
| 21 октября 2021                         | 4-я церемония вручения премии «Кинокруг»  | Лучший актёр                                                      | Мария Федорченко                        | Победа                                  | [ 7 ]                                   |
| 21 октября 2021                         | 4-я церемония вручения премии «Кинокруг»  | Лучший сценарий                                                   | Екатерина Горностай                     | Победа                                  | [ 7 ]                                   |
| 29 декабря 2021                         | Премия имени Леси Украинки                | Кинопроизведения для детей и юношества                            | «Стоп-Земля»                            | Победа                                  | [ 80 ]                                  |